# Mexico (Pampanga)
Mexico, Tagalog: Bayan ng Mexico, ist eine philippinische Stadtgemeinde in der Provinz Pampanga, in der Verwaltungsregion III, Central Luzon. Nach dem Zensus von 2015 hatte Mexico 154.624 Einwohner, die in 43 Barangays lebten. Sie wird als Gemeinde der ersten Einkommensklasse auf den Philippinen und als teilweise urbanisiert eingestuft.
Mexicos Nachbargemeinden sind Magalang im Norden, Arayat im Nordosten, Santa Ana im Osten, San Luis im Südosten, San Simon im Süden, San Fernando im Westen, Angeles City und Mabalacat im Nordwesten. Die Topographie der Stadt ist gekennzeichnet durch das Flachland der zentralen Luzon-Tiefebene, im Nordosten liegt der erloschene Vulkan Arayat.

## Baranggays
| - Acli - Anao - Balas - Buenavista - Camuning - Cawayan - Concepcion - Culubasa - Divisoria - Dolores - Eden - Gandus - Lagundi - Laput - Laug | - Masamat - Masangsang - Nueva Victoria - Pandacaqui - Pangatlan - Panipuan - Parian - Sabanilla - San Antonio - San Carlos - San Jose Malino - San Jose Matulid - San Juan - San Lorenzo | - San Miguel - San Nicolas - San Pablo - San Patricio - San Rafael - San Roque - San Vicente - Santa Cruz - Santa Maria - Santo Domingo - Santo Rosario - Sapang Maisac - Suclaban - Tangle |